# Rudolf Svoboda (politik)
Rudolf Svoboda (16. září 1915 – ?) byl český a československý politik Komunistické strany Československa a poválečný poslanec Prozatímního Národního shromáždění, Ústavodárného Národního shromáždění a Národního shromáždění ČSR.

## Biografie
Profesí byl rolníkem ze Staré Plesné.
V letech 1945–1946 byl poslancem Prozatímního Národního shromáždění za KSČ. V parlamentu setrval až do parlamentních voleb v roce 1946, pak se stal poslancem Ústavodárného Národního shromáždění a po volbách do Národního shromáždění roku 1948 se stal poslancem Národního shromáždění ve volebním kraji Ostrava. Na postu poslance setrval do voleb do Národního shromáždění 1954.